# Pulley
Pulley és un grup de punk rock de Califòrnia format el 1994 conegut pel hardcore melòdic directe i dur.

## Trajectòria
La banda es va formar després de la sortida del vocalista Scott Radinsky de Ten Foot Pole, provocada per la necessitat d'aquesta d'un cantant a temps complet (Radinsky també havia estat un llançador important de Los Angeles Dodgers, entre altres equips). La formació inicial de Pulley incloïa el bateria de Strung Out Jordan Burns, el guitarrista Jim Cherry (antic baixista de Strung Out i de Zero Down), el guitarrista Mike Harder i l'antic baixista de Face to Face Matt Riddle. L'àlbum debut de Pulley, Esteem Driven Engine, va ser publicat el 1996 per Epitaph Records. Riddle més tard es va unir a No Use for a Name i va ser substituït per Tyler Rebbe.
El 28 de setembre de 2016, el segell discogràfic Cyber Tracks, propietat d'El Hefe de Nofx, va anunciar que havia signat amb Pulley i va publicar el seu primer àlbum d'estudi en 12 anys, No Change in the Weather, el 18 de novembre. La presentació d'aquest disc va marcar el 20è aniversari de la banda.

## Discografia

### Àlbums d'estudi
- Esteem Driven Engine (1996)
- 60 Cycle Hum (1997)
- @#!*  (1999)
- Together Again for the First Time (2001)
- Matters (2004)
- No Change in the Weather (2016)
- The Golden Life (2022)[5]

### Directes
- Encore (2021)

### EP
- Time-Insensitive Material (2009)[6]
- The Long And The Short Of It (2011)
- Different Strings (2021)

### Compartits
- The Slackers/Polley Split (2004)